# Йохан Георг VI фон Тьоринг-Зеефелд
Йохан Георг VI фон Тоеринг/Тьоринг-Зеефелд (на немски: Johann Georg VI von Toerring (Törring)-Seefeld; * 9 януари 1521; † 14 ноември 1589, Зеефелд) е фрайхер на Тоеринг/Тьоринг-Зеефелд в Горна Бавария.

## Биография
Той е най-големият син (от девет сина) на Каспар III/XI фон Тьоринг (1484/1486 – 1550/1560), господар на Щайн и Пертенщайн, и съпругата му Маргарета фон Тьоринг-Жетенбах (1501 – 1554), дъщеря на Файт фон Тьоринг-Жетенбах (1461 – 1503/1508) и Магдалена фон Танберг († 1553). Правнук е на Георг III фон Тьоринг († 1476) и фрайин Агнес фон Рехберг († 1489). Брат е на фрайхер Адам фон Тьоринг цум Щайн (* 19 януари 1523; † 18 декември 1580, Залцбург от падане от коня му), и фрайхер Ханс Файт фон Тьоринг цу Жетенбах цу Туслинг, Жетенбах и Мьодлинг (* 1524; † 14 май 1582).
През 1557 г. Георг придобива именията Зеефелд и Дюнцелбах. Той е издигнат със семейството си на фрайхер (барон) през 1566 г. Георг е основател на линията на Тьоринг-Зеефелд. Той разширява именията си. Така през 1566 г. получава крепостта и имението Хибург, близо до Залцбург, което е било седалище на фамилия фон дер Албм. В следващото изслушване той получава разрешение да го продаде, въпреки че минават още 30 години, преди да бъдат продадени.
Също през 1567 г. Георг закупува имението Кьорн Вьорт в Каринтия, заедно с езерото Верт и замъка на острова. През 1580 г. придобива и замъка Делинг с всичките му придатъци. Той определя, че Зеефелд не може да бъде продаден или разделен.
Георг умира на 68 години през 1589 г. Наследник е синът му Евстах.

## Фамилия
Първи брак: с Хелена фон дер Албм († 1562/1563), дъщеря на Каспар фон дер Албм, наследствен трусес на Залцбург и Бенигна фон Турн цу Ау. Те имат две деца:
- Евстах фон Тоеринг/Тьоринг-Зеефелд (* 1551/1552; † 16 август/ноември 1615), фрайхер, женен на 10 юли 1576 г. в Маркт Бисинген за Катарина фон Бемелберг-Хоенбург (1558 – 1612)
- Геновефа фон Тоеринг/Тьоринг-Зеефелд (†1574), омъжена на 4 август 1570 г. за фрайхер Якоб фон Турн († 1578)

Втори брак: пр. 27 февруари 1565 г. с Маргарета фон Рехберг († сл. 1565), дъщеря на Йохан III фон Рехберг († 1574) и Маргарета Анна фон Рехберг († 1572). Те нямат деца.